# Czeglédi Pál (lelkész)
Czeglédi Pál (Tzeglédi Pál) (Kassa, 1659. április – Debrecen, 1712.) költő, református lelkész, teológus.

## Élete
Czeglédi István református lelkész fia. Tanulmányait Kassán és Debrecenben végezte, utóbbi helyen 1675. június 10-én lett tógátus diák. Ezután külföldön folytatta tanulmányait, és 1680. február 23-án beiratkozott a leideni egyetemre, majd márciusban már a franekeri egyetem hallgatója volt. Miután hazatért, 1683-tól Bihardiószegen volt lelkész, 1698-ban az érmelléki egyházmegyei megválasztotta esperesének. 1710 elején Debrecenbe hívták lelkésznek, ott hunyt el 1712 télutóján.

## Munkája
- De triplici officio. Franequerae, 1680